# Гексафторокупрат(IV) цезия
Гексафторокупрат(IV) цезия — Cs2CuF6, неорганическое комплексное соединение цезия, имеющее ионное строение: (2Cs+)(CuF62−). Редкий пример соединения с медью в высшей степени окисления +4.

## Получение
Получают реакцией фтора со смесью фторидов меди и цезия при нагревании под давлением:
CuF2+CsF+F2=Cs2[CuF6]

## Свойства
Оранжевое кристаллическое вещество, устойчивое при 0 °С в ампулах. Очень сильный окислитель. Крайне неустойчив на влажном воздухе. Бурно реагирует с водой.